# Intertoto-Cup 1978
Der 12. Intertoto-Cup wurde im Jahr 1978 ausgespielt. Das Turnier wurde mit 36 Mannschaften ausgerichtet.

## Gruppenphase

### Gruppe 1
| Pl. | Verein             | Sp. | S | U | N | Tore    | Diff. | Punkte |
| --- | ------------------ | --- | - | - | - | ------- | ----- | ------ |
| 1.  | MSV Duisburg       | 6   | 3 | 3 | 0 | 009:400 | +5    | 09:30  |
| 2.  | Bohemians ČKD Prag | 6   | 1 | 4 | 1 | 005:500 | ±0    | 06:60  |
| 3.  | SK Rapid Wien      | 6   | 1 | 3 | 2 | 006:800 | −2    | 05:70  |
| 4.  | IFK Norrköping     | 6   | 1 | 2 | 3 | 007:100 | −3    | 04:80  |

|                    | Deutschland Bundesrepublik | Tschechoslowakei | Osterreich | Schweden |
| ------------------ | -------------------------- | ---------------- | ---------- | -------- |
| MSV Duisburg       |                            | 2:1              | 3:0        | 1:1      |
| Bohemians ČKD Prag | 1:1                        |                  | 1:1        | 1:1      |
| SK Rapid Wien      | 0:0                        | 0:0              |            | 4:1      |
| IFK Norrköping     | 1:2                        | 0:1              | 3:1        |          |

### Gruppe 2
| Pl. | Verein               | Sp. | S | U | N | Tore    | Diff. | Punkte |
| --- | -------------------- | --- | - | - | - | ------- | ----- | ------ |
| 1.  | Slavia Prag          | 6   | 6 | 0 | 0 | 021:800 | +13   | 12:0   |
| 2.  | 1. FC Kaiserslautern | 6   | 4 | 0 | 2 | 018:100 | +8    | 08:40  |
| 3.  | Odense BK            | 6   | 1 | 0 | 5 | 008:160 | −8    | 02:10  |
| 4.  | SSW Innsbruck        | 6   | 1 | 0 | 5 | 008:210 | −13   | 02:10  |

|                      | Tschechoslowakei | Deutschland Bundesrepublik | Danemark | Osterreich |
| -------------------- | ---------------- | -------------------------- | -------- | ---------- |
| Slavia Prag          |                  | 4:2                        | 3:1      | 4:0        |
| 1. FC Kaiserslautern | 1:3              |                            | 4:1      | 3:1        |
| Odense BK            | 1:3              | 1:2                        |          | 4:1        |
| SSW Innsbruck        | 3:4              | 0:6                        | 3:0      |            |

### Gruppe 3
| Pl. | Verein       | Sp. | S | U | N | Tore    | Diff. | Punkte |
| --- | ------------ | --- | - | - | - | ------- | ----- | ------ |
| 1.  | Hertha BSC   | 6   | 4 | 1 | 1 | 012:300 | +9    | 09:30  |
| 2.  | Slawia Sofia | 6   | 2 | 3 | 1 | 009:700 | +2    | 07:50  |
| 3.  | Kalmar FF    | 6   | 2 | 1 | 3 | 008:100 | −2    | 05:70  |
| 4.  | Vejle BK     | 6   | 1 | 1 | 4 | 004:130 | −9    | 03:90  |

|              | Deutschland Bundesrepublik | Bulgarien 1971 | Schweden | Danemark |
| ------------ | -------------------------- | -------------- | -------- | -------- |
| Hertha BSC   |                            | 3:0(1)         | 1:0      | 2:0      |
| Slawia Sofia | 1:1                        |                | 4:1      | 2:0      |
| Kalmar FF    | 2:1                        | 1:1            |          | 3:0      |
| Vejle BK     | 0:4                        | 1:1            | 3:1      |          |

1 Slawia Sofia trat nicht an, das Spiel wurde mit 3:0 für Hertha BSC gewertet.

### Gruppe 4
| Pl. | Verein                  | Sp. | S | U | N | Tore    | Diff. | Punkte |
| --- | ----------------------- | --- | - | - | - | ------- | ----- | ------ |
| 1.  | Eintracht Braunschweig  | 6   | 4 | 1 | 1 | 010:300 | +7    | 09:30  |
| 2.  | Standard Lüttich        | 6   | 2 | 3 | 1 | 006:300 | +3    | 07:50  |
| 3.  | Grasshopper Club Zürich | 6   | 1 | 3 | 2 | 004:500 | −1    | 05:70  |
| 4.  | Boldklubben 1903        | 6   | 1 | 1 | 4 | 007:160 | −9    | 03:90  |

|                         | Deutschland Bundesrepublik | Belgien | Schweiz | Danemark |
| ----------------------- | -------------------------- | ------- | ------- | -------- |
| Eintracht Braunschweig  |                            | 0:1     | 0:0     | 5:1      |
| Standard Lüttich        | 0:1                        |         | 0:0     | 3:0      |
| Grasshopper Club Zürich | 0:2                        | 0:0     |         | 1:2      |
| Boldklubben 1903        | 1:2                        | 2:2     | 1:3     |          |

### Gruppe 5
| Pl. | Verein               | Sp. | S | U | N | Tore    | Diff. | Punkte |
| --- | -------------------- | --- | - | - | - | ------- | ----- | ------ |
| 1.  | Malmö FF             | 6   | 5 | 1 | 0 | 011:300 | +8    | 11:10  |
| 2.  | FC Zürich            | 6   | 3 | 0 | 3 | 006:700 | −1    | 06:60  |
| 3.  | Maccabi Tel Aviv     | 6   | 2 | 0 | 4 | 010:100 | ±0    | 04:80  |
| 4.  | First Vienna FC 1894 | 6   | 1 | 1 | 4 | 006:130 | −7    | 03:90  |

|                      | Schweden | Schweiz | Israel | Osterreich |
| -------------------- | -------- | ------- | ------ | ---------- |
| Malmö FF             |          | 2:0     | 3:1    | 2:1        |
| FC Zürich            | 0:2      |         | 0:3    | 2:0        |
| Maccabi Tel Aviv     | 0:1      | 0:2     |        | 5:1        |
| First Vienna FC 1894 | 1:1      | 0:2     | 3:1    |            |

### Gruppe 6
| Pl. | Verein            | Sp. | S | U | N | Tore    | Diff. | Punkte |
| --- | ----------------- | --- | - | - | - | ------- | ----- | ------ |
| 1.  | Lokomotíva Košice | 6   | 4 | 2 | 0 | 017:400 | +13   | 10:20  |
| 2.  | Bryne IL          | 6   | 3 | 2 | 1 | 010:500 | +5    | 08:40  |
| 3.  | SK Sturm Graz     | 6   | 2 | 0 | 4 | 004:110 | −7    | 04:80  |
| 4.  | FC Sion           | 6   | 0 | 2 | 4 | 004:150 | −11   | 02:10  |

|                   | Tschechoslowakei | Norwegen | Osterreich | Schweiz |
| ----------------- | ---------------- | -------- | ---------- | ------- |
| Lokomotíva Košice |                  | 2:1      | 4:0        | 5:0     |
| Bryne IL          | 1:1              |          | 2:0        | 2:2     |
| SK Sturm Graz     | 0:3              | 0:2      |            | 3:0     |
| FC Sion           | 2:2              | 0:2      | 0:1        |         |

### Gruppe 7
| Pl. | Verein              | Sp. | S | U | N | Tore    | Diff. | Punkte |
| --- | ------------------- | --- | - | - | - | ------- | ----- | ------ |
| 1.  | 1. FC Tatran Prešov | 6   | 6 | 0 | 0 | 018:200 | +16   | 12:0   |
| 2.  | Esbjerg fB          | 6   | 3 | 1 | 2 | 010:800 | +2    | 07:50  |
| 3.  | Wiener Sport-Club   | 6   | 1 | 1 | 4 | 003:150 | −12   | 03:90  |
| 4.  | BSC Young Boys      | 6   | 0 | 2 | 4 | 002:800 | −6    | 02:10  |

|                     | Tschechoslowakei | Danemark | Osterreich | Schweiz |
| ------------------- | ---------------- | -------- | ---------- | ------- |
| 1. FC Tatran Prešov |                  | 4:2      | 6:0        | 1:0     |
| Esbjerg fB          | 0:2              |          | 3:1        | 3:0     |
| Wiener Sport-Club   | 0:4              | 0:1      |            | 2:1     |
| BSC Young Boys      | 0:1              | 1:1      | 0:0        |         |

### Gruppe 8
| Pl. | Verein           | Sp. | S | U | N | Tore    | Diff. | Punkte |
| --- | ---------------- | --- | - | - | - | ------- | ----- | ------ |
| 1.  | Maccabi Netanja  | 6   | 3 | 3 | 0 | 016:800 | +8    | 09:30  |
| 2.  | FK Sloboda Tuzla | 6   | 3 | 2 | 1 | 012:900 | +3    | 08:40  |
| 3.  | IF Elfsborg      | 6   | 2 | 2 | 2 | 011:150 | −4    | 06:60  |
| 4.  | Lillestrøm SK    | 6   | 0 | 1 | 5 | 006:130 | −7    | 01:11  |

|                  | Israel | Jugoslawien Sozialistische Föderative Republik | Schweden | Norwegen |
| ---------------- | ------ | ---------------------------------------------- | -------- | -------- |
| Maccabi Netanja  |        | 2:2                                            | 7:1      | 1:0      |
| FK Sloboda Tuzla | 2:2    |                                                | 3:2      | 2:1      |
| IF Elfsborg      | 2:2    | 1:0                                            |          | 0:0      |
| Lillestrøm SK    | 1:2    | 1:3                                            | 3:5      |          |

### Gruppe 9
| Pl. | Verein             | Sp. | S | U | N | Tore    | Diff. | Punkte |
| --- | ------------------ | --- | - | - | - | ------- | ----- | ------ |
| 1.  | Grazer AK          | 6   | 4 | 0 | 2 | 015:900 | +6    | 08:40  |
| 2.  | Pirin Blagoewgrad  | 6   | 3 | 1 | 2 | 009:700 | +2    | 07:50  |
| 3.  | Vojvodina Novi Sad | 6   | 3 | 0 | 3 | 013:110 | +2    | 06:60  |
| 4.  | Start Kristiansand | 6   | 1 | 1 | 4 | 006:160 | −10   | 03:90  |

|                    | Osterreich | Bulgarien 1971 | Jugoslawien Sozialistische Föderative Republik | Norwegen |
| ------------------ | ---------- | -------------- | ---------------------------------------------- | -------- |
| Grazer AK          |            | 2:1            | 1:2                                            | 4:1      |
| Pirin Blagoewgrad  | 1:0        |                | 2:1                                            | 3:1      |
| Vojvodina Novi Sad | 3:5        | 2:1            |                                                | 5:1      |
| Start Kristiansand | 1:3        | 1:1            | 1:0                                            |          |

## Intertoto-Cup Sieger 1978
- MSV Duisburg
- Slavia Prag
- Hertha BSC
- Eintracht Braunschweig
- Malmö FF
- Lokomotíva Košice
- 1. FC Tatran Prešov
- Maccabi Netanja
- Grazer AK